# Kakadu sinooka
Kakadu sinooka (Cacatua sanguinea) – gatunek średniej wielkości ptaka z rodziny kakaduowatych (Cacatuidae), zamieszkująca Australię i południową część Nowej Gwinei.
Podgatunki i zasięg występowania

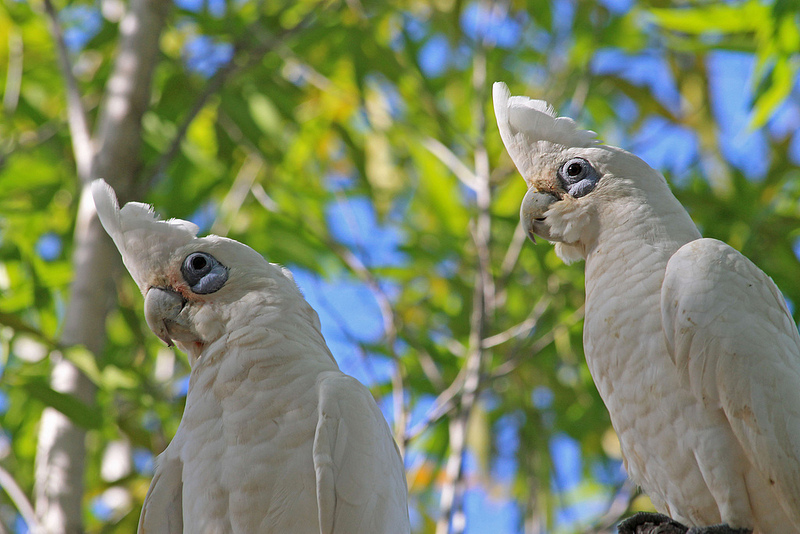
Kakadu sinookie sfotografowane w Palmerston na północy Australii

Wyróżnia się pięć podgatunków C. sanguinea:
- C. s. transfreta Mees, 1982 – południowa Nowa Gwinea
- C. s. sanguinea Gould, 1843 – północno-zachodnia i północna Australia
- C. s. westralensis (Mathews, 1917) – zachodnia Australia
- C. s. gymnopis P. L. Sclater, 1871 – środkowa i wschodnio-środkowa Australia
- C. s. normantoni (Mathews, 1917) – półwysep Jork (północno-wschodnia Australia)

Morfologia
Ciało kakadu sinookiej osiąga 36–39 cm długości. Masa ciała: 350–530 g. Upierzenie białe.
Ekologia i zachowanie
Papugi te gromadzą się w stada liczące po kilka tysięcy ptaków, mieszając się przy tym z osobnikami kakadu różowej. Kakadu sinooka zazwyczaj przesiaduje noce na drzewach, a wczesnym rankiem zlatuje, z ogłuszającym wręcz piskiem na ziemię, by się pożywić. Odżywia się przede wszystkim nasionami, w tym nasionami zbóż, takich jak pszenica i jęczmień. Występuje tak powszechnie, że na większości obszarów Australii uważana jest za szkodnika. Bywa także szkodliwa dla drzew, na których przesiaduje i obgryza mniejsze gałęzie.
W zniesieniu dwa owalne jaja o przeciętnych wymiarach 39,0×28,5 mm. 
Status
Międzynarodowa Unia Ochrony Przyrody (IUCN) uznaje kakadu sinooką za gatunek najmniejszej troski (LC – least concern) nieprzerwanie od 1988 roku. Całkowita liczebność populacji nie została dokładnie oszacowana, lecz ptak ten opisywany jest jako pospolity w głębi lądu i w północnej Australii. Trend liczebności populacji uznaje się za wzrostowy.